# Uno Cygnaeus
Uno Cygnaeus (né le 12 octobre 1810 à Hämeenlinna et décédé le 2 janvier 1888 à Helsinki) est un pasteur finlandais connu pour être le père de l'école élémentaire publique finlandaise.

## Biographie

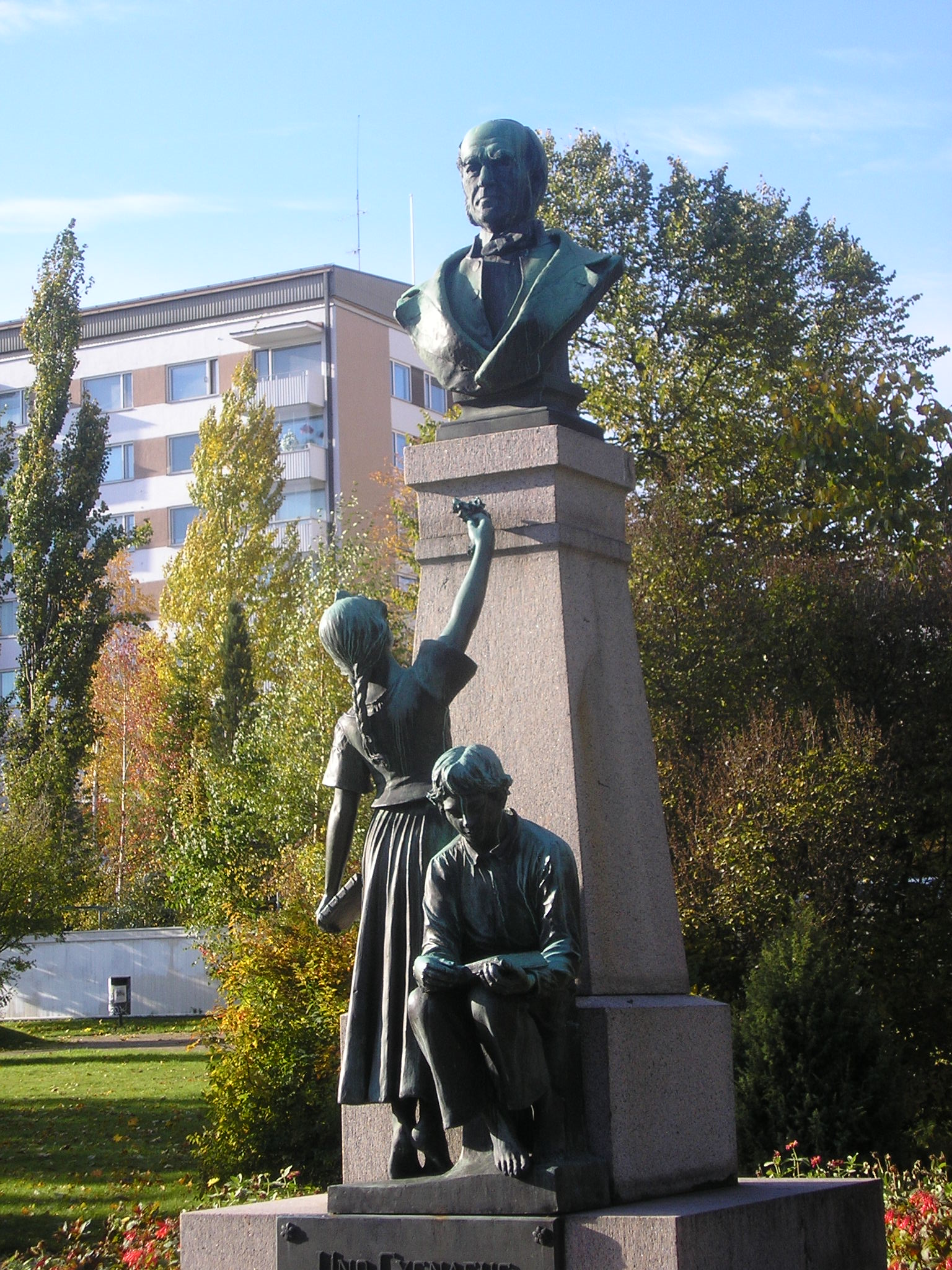
Sculpture de Uno Cygnaeus par Ville Vallgren, Jyväskylä.

Uno Cygnaeus appartient à la famille Cygnaeus, famille célèbre de pasteurs. 
Son grand-père Zacharias Cygnaeus et son oncle Zacharias Cygnaeus junior sont tous les deux pasteurs luthériens. 
Son père Jakob Cygnaeus, inspecteur des impôts du Häme, meurt quand Uno a huit ans. 
Fredrik Cygnaeus, connu pour son activisme en faveur du réveil national en Finlande, est l'oncle d'Uno.
Uno étudie les sciences naturelles et la théologie à l'Université de Turku puis à Helsinki quand l'Université de Turku est déplacée à Helsinki. 
En 1837, il est ordonné pasteur et commence à servir à Viipuri jusqu'en 1839. 
À Viipuri il est l'assistant du pasteur, aumônier de la prison et enseigne dans une école privée.
Cette expérience et son étude des travaux des philosophes de l'éducation Johann Heinrich Pestalozzi et Friedrich Fröbel l'ont aidé à formuler ses idées et sa propre philosophie de l'éducation.
En 1839, il entre au service de la Compagnie russe d'Amérique. 
Puis en punition d’une liaison extra conjugale, il est envoyé par Arvid Adolf Etholén gouverneur de l'Alaska comme prédicateur à Novo-Arkangelsk de 1840 à 1845. 
À cette époque  un tiers des habitants de la colonie de l'Alaska est luthérienne. 
Cygnaeus voyage beaucoup dans sa paroisse très étendue et fait construire à Novo-Arkangelsk la première église protestante qui sera inaugurée le 24 août 1843. 
Pendant ses années à Sitka il s’intéresse encore plus au métier d'enseignant.
À son retour, il est pendant douze ans directeur d'une école paroissiale finlandaise à Saint-Pétersbourg. 
Cygnaeus avait une conviction très forte de la nécessité de développer le système éducatif finlandais et une croyance religieuse prégnante. 
Cygnaeus était suédophone et fennomanne.

## Le développement de l'école primaire
En 1855, après l'accession au trône de Alexandre II de Russie, le Sénat de Finlande a la mission de faire progresser le système éducatif finlandais. 
Le sénat fait appel à propositions. 
Parmi les propositions, celle d'Uno Cygnaeus gagne l’assentiment du Sénat et Cygnaeus est embauché pour développer le système scolaire finlandais.
Il voyage en Suède, au Danemark, dans les états allemands et en Suisse pour recueillir des informations sur les différents systèmes éducatifs.
Il sera surtout influencé par les kindergartens de Hambourg et par le système scolaire suisse.
Cygnaeus propose ensuite un plan de développement que le Sénat adopte en 1861. 
Cygnaeus préconise de séparer les écoles de la supervision de l'église et établit un Institut de formation des maîtres: le séminaire de formation des maîtres de Jyväskylä situé sur la colline seminaarinmäki à Jyväskylä.
Le plan de Cygnaeus servira de base à la réglementation des écoles publiques mise en œuvre en 1866. 
Le système Sloyd devient obligatoire pour les garçons dans toutes les écoles rurales et pour les enseignants masculins dans les écoles de formation des maîtres.
Les élèves apprennent le travail des métaux, les techniques de fabrication, à choisir des morceaux de bois dans la forêt, quelles mesures de précaution prendre pour travailler les matériaux et finalement la nécessité de savoir collaborer pour accomplir des tâches. 
La Suède adoptera ces idées quelques années après la Finlande, une école de formation Sloyd est créée à Nääs en Suède. 
Des centaines d'enseignants du monde entier se forment à Nääs. 
Les pays où l'approche Sloyd sera mise en place avec succès sont la Grande-Bretagne, les États-Unis, le Japon, le Brésil, l'Argentine, Cuba et les pays scandinaves. 
De nos jours, Sloyd est toujours une partie obligatoire des parcours obligatoires en Finlande, en Suède et en Norvège.
L'influence de Cygnaeus atteint les États-Unis quand Gustaf Larsson, formé par Otto Salomon, s'installe aux États-Unis et fonde la Boston Sloyd School en 1888. 
Cette institution est encore vue comme un pas important pour l'éducation technologique américaine.  
L'éducation primaire finlandaise comprend encore l’artisanat éducatif (en finnois : käsityö) comme matière éducative. 
Chaque élève doit choisir entre le travail textile (en finnois : tekstiilityö) et le travail technique (en finnois : tekninen työ).
De 1863 à 1887, Cygnaeus est inspecteur principal du système scolaire national et de 1870 à 1887 il est aussi membre du conseil suprême de l'éducation finlandais.

## Postérité

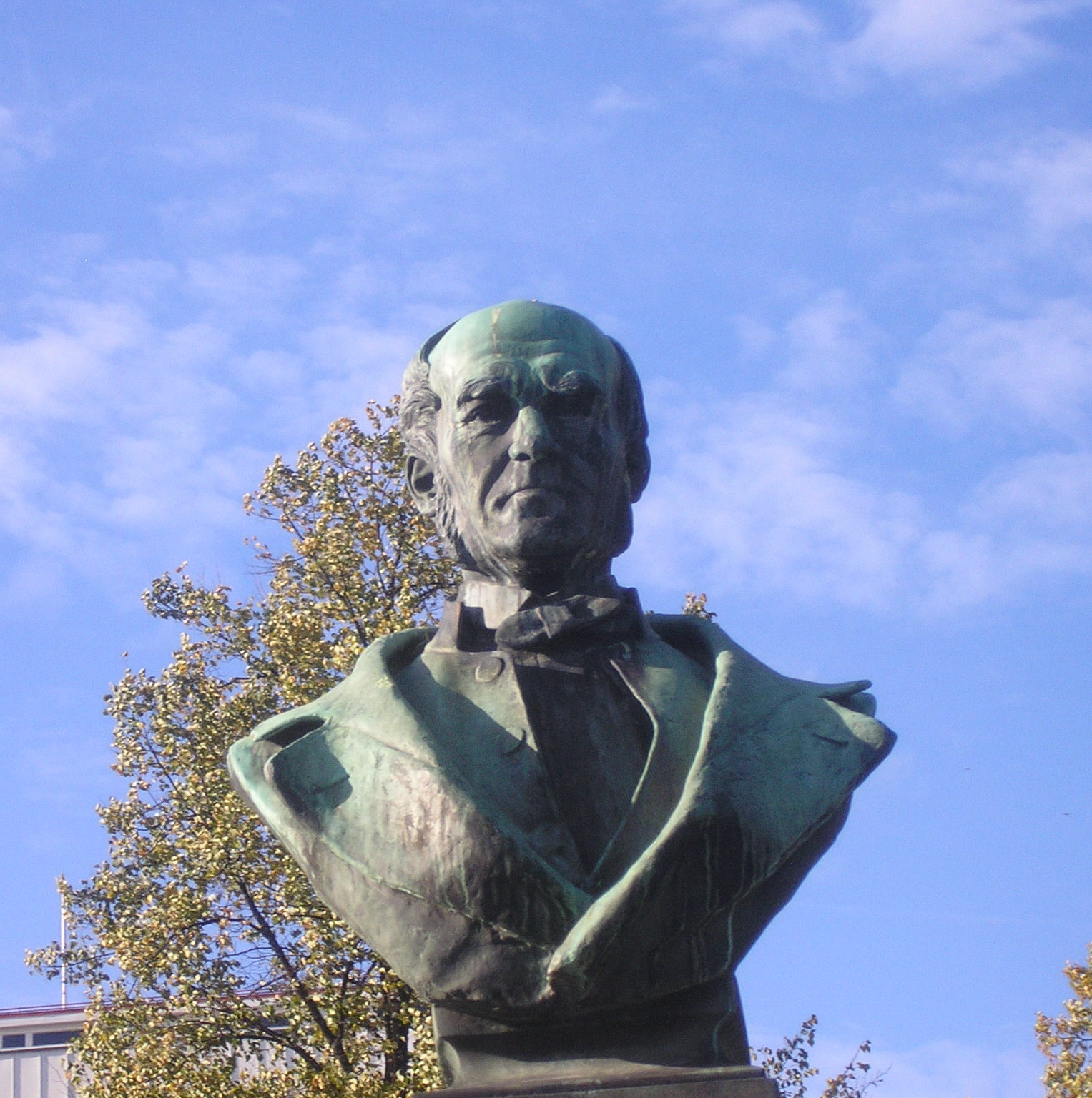
Le buste de Uno Cygnaeus sculpté par Ville Vallgren (1899).

Uno Cygnaeus repose dans la nouvelle zone du Cimetière de Hietaniemi et sa tombe porte la sculpture d'un ange réalisée par Ville Vallgren.
De nombreuses écoles portent le nom de Uno Cygnaeus, citons  l'École Cygnaeus de Jyväskylä et le Lycée Cygnaeus de Jyväskylä ou les écoles Cygnaeus de Pori, de Helsinki ou de Turku. 
Jyväskylä a un parc nommé Parc de Cygnaeus. On y trouve un buste d'Uno Cygnaeus sculpté en 1899 par Ville Vallgren. 
En 1965 Harry Kivijärvi  a conçu un mémorial pour sa ville de naissance Hämeenlinna et en 1966 Armas Hutri a conçu un mémorial pour la ville de Janakkala où Uno Cygnaeus a passé sa jeunesse.
En 2004, Erik Wahlström a écrit son roman Tanssiva pappi (le pasteur dansant) basé sur la vie d'Uno Cygnaeus.